# 苦味酸
苦味酸，化学名2,4,6-三硝基苯酚，字母缩写TNP、PA，是一种炸药，名字由希腊语的πικρος（苦味）得来，味道很苦。纯淨物室温下呈略带黄色的结晶，因此也俗称黃色炸藥。难溶于四氯化碳，微溶于二硫化碳，易溶于丙酮、苯等有机溶剂，溶于热水、乙醇、乙醚。它是苯酚的三硝基取代物，受硝基吸电子效应的影响而有很强的酸性。
干燥的苦味酸感度较低，略高于TNT（三硝基甲苯），储存和运输都比较安全。但是某些苦味酸盐的感度较高，因此储存苦味酸必须用非金属容器，装于弹体中的苦味酸必须经过严格的干燥，以阻止苦味酸腐蚀金属，生成高感度的盐。
苦味酸的氧平衡为-45.39%，爆发点320℃（5s），当密度为1.70g·cm-3时，爆热和爆速分别为4.52MJ·kg-1和7.35km·s-1；密度为1.72g·cm-3时，爆压为26.5GPa，爆温约3000K，爆容约680L·kg-1。撞击感度24%-36%，对摩擦不敏感。做功能力为315cm3（铅孔扩张值），等效105%TNT当量；猛度16mm（铅柱压缩值），等效103%TNT当量。

## 合成
直接硝化苯酚(即使是稀硝酸)也会造成高分子量的焦油形成，为了最小化这些副反应，苦味酸是通过苯酚的磺化制得苯酚二磺酸，再用浓硝酸硝化制得。该过程磺基被置换，先形成2,4-二硝基苯酚或2,6-二硝基苯酚，该反应过程高度放热，需仔细控制温度，否则会造成产率降低。随后再进一步硝化引入硝基，制得三硝基苯酚。

## 用途
苦味酸发現于公元1771年，在发明之后近一个世纪时间里，一直用作黄色染料。后因为爆炸事故，爆炸性质才被人们发现，成为世界上最早的合成炸药。基于它用做黄色染料的历史和极强的染黄色能力，又被称为黄色炸药，曾广泛用于装填炮弹、航空炸弹、地雷、手榴弹等几乎所有军用弹药。1873年，赫尔曼·斯普伦格尔发现苦味酸可以作为起爆药，并可用于军事高爆炸药。 1885年，法国化学家尤金·特平申请了专利，把苦味酸作为炸药与炮弹发射装药。全世界主要国家迅速发生了一场军事技术革命：1887年法国采用了苦味酸与火棉混合炸药，称为melinite（中译麦宁炸药）；1888年英国开始制造类似的炸药，称为lyddite（中译立德炸药、裂地药、列底炮药）；1889年，奥匈帝国开始制造了苦味酸与三硝基甲酚胺盐混合的炸药ecrasite；1893年，日本下瀨雅允研製出下濑火药；1894年，沙俄开始把苦味酸用作炮弹发射药；1906年，美国开始使用苦味酸铵（称作Dunnite或explosive D）。
中日甲午戰爭、1898年英国殖民苏丹的恩图曼战役、布尔战争、日俄战争、第一次世界大战，都广泛使用了苦味酸炸药。
由于苦味酸容易与弹体金属反应，产生感度很高的苦味酸盐，所以时常发生弹药的意外爆炸，造成士兵伤亡。1917年12月6日加拿大的哈利法克斯大爆炸造成了2000余人死亡，就是由于苦味酸炮弹的安全事故造成的。1943年陆奥号战列舰爆炸也被怀疑与之相关。1902年，德国开始用更稳定、安全的TNT替代苦味酸作为炮弹装药。第一次世界大战中世界其它各国陆续完成替换苦味酸军用炸药。在20世纪下半叶趋于淘汰。苦味酸也是重要的化工原料，酸碱指示剂和医用收敛药。